# Objectif de développement durable no 17 des Nations unies
Partenariats pour la réalisation des objectifs
Pour un article plus général, voir Objectifs de développement durable.

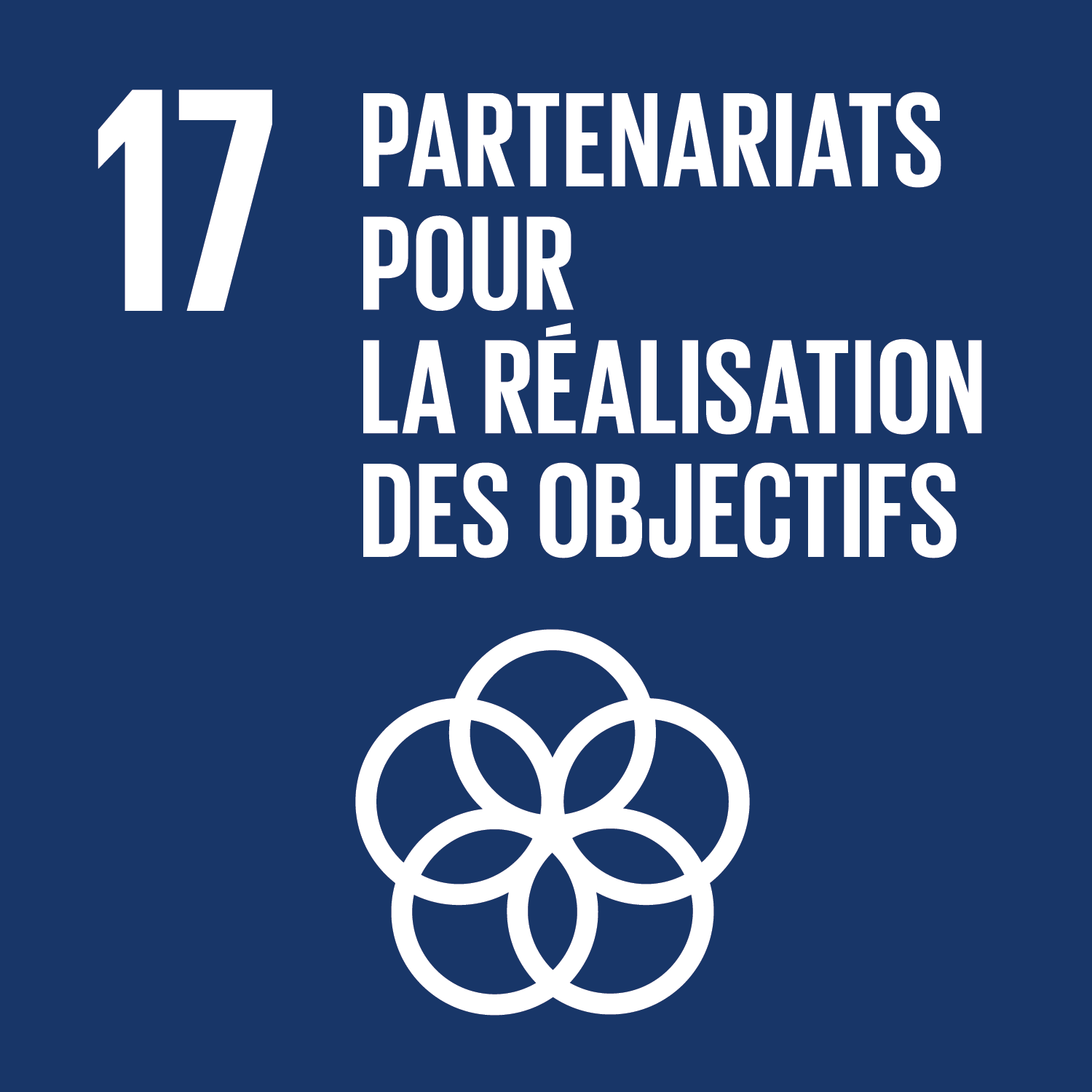
Logo de l'objectif no 17.

La thématique des partenariats pour la réalisation des objectifs est le dernier objectif des 17 Objectifs de développement durable (ODD) adoptés en 2015 par l'Assemblée générale des Nations unies.

## Enjeux

### Un besoin de financement
La lutte contre le changement climatique et pour le développement humain demande des financements importants, tel que souligné par les différentes études du PNUD, de la Banque mondiale ou encore de l'OCDE. Les chiffres avancés varient entre 80 et 150 milliards de dollars par an,. Ce montant peut être rapproché de l'objectif fixé par l'UNFCC en 2009 de 100 milliards de dollars par an jusqu'en 2020 venant des pays développés pour les besoins des pays en développement, et ce besoin de financement de ces pays est inclus dans l'objectif 17 par le biais de la cible 17.3. L'aide publique au développement aurait ainsi atteint un record de 135,2 milliards de dollars en 2014 selon l'ONU.
Une des sources de financements envisagées est dans le partenariat public-privé,,, notamment pour les pays d'Afrique où l'instabilité de certains gouvernements rend difficile la construction de politique d'aide sur le long terme. D'après l'OCDE, l'investissement dans ces enjeux peut également contribuer à la croissance économique des pays. Mobiliser les entreprises et autres acteurs privés, notamment sur ces questions de cofinancement, est nécessaire dans la situation actuelle mais demande la mise en place de mécanismes spécifiques. C'est l'objectif visé par cette proposition 17 des Objectifs de développement durable,

### La mise en place de synergies
La spécificité de cet objectif est sa transversalité. Puisqu'il vise à favoriser l'émergence de partenariats, l'objectif 17 concerne tous les autres objectifs.
Par exemple, des projets autour de l'ODD 6 autour de l'eau émergent du Partenariat mondial pour l'eau.
Le secrétaire général de l'ONU écrit, au sujet du besoin d'impliquer l'ensemble des parties prenantes : « Pour que nos efforts aboutissent, nous devons faire en sorte que le nouveau programme fasse partie du contrat entre la population, notamment la société civile et les entreprises responsables, et les gouvernements, sur les plans tant national que local. ».

## Cibles
Par cet ODD, l'ONU cherche à favoriser l'émergence de partenariats entre plusieurs acteurs publics et privés :
- gouvernements, collectivités et directions locales ;
- banques de développement (l'AFD en France) ;
- représentants de la société civile (associations, ONG, etc.) ;
- instituts de recherche ;
- organismes privés (banques, entreprises, etc.) ;
- médias.

Cet objectif propose 19 pistes d'action ou cibles, réparties dans les secteurs des finances, technologie, commerce, capacités et autour de l'organisation structurelle et institutionnelle.

### Secteur financier et des échanges commerciaux
L'objectif 17, inclus plus largement dans une logique plus large de l'ONU, favorisant un marché financier stable à l'échelle mondial (cible 17.13). L'ONU encourage également le développement des exportations des pays plus pauvres (cible 17.11).
L'ONU s'appuie sur l'OMC et sur ses recommandations pour favoriser l'intégration des pays en développement dans le marché mondial (cibles 17.10 et 17.12).

### Secteurs des technologies, sciences et de l'innovation
Il existe des inégalités d'accès à la technologie et un besoin de transferts entre les pays industrialisés et les pays en développement. Ces transferts n'ont pas toujours été, depuis les années 70, toujours fructueux pour les pays concernés. Au contraire, certaines technologies sont plus utilisées, proportionnellement aux moyens locaux (par exemple, le revenu), dans des pays en développement que dans des pays développés : le cas du smartphone est assez caractéristique. 
L'objectif 17 cherche donc à mettre en place une dynamique d'accompagnement pour permettre aux pays dans le besoin de lancer des offres de formation, une appropriation par le tissu économique local des avancées technologiques, un meilleur partage des connaissances et un cadre propice à l'innovation (cible 17.6) : le monde actuel étant plus connecté que précédemment, l'échange d'informations scientifiques et technologiques. Cette innovation doit s'inscrire plus généralement dans une optique de développement durable (c'est-à-dire, la mise en place de systèmes propres ou peu consommateurs en énergie, respectueux de l'environnement, etc.). L'ONU insiste également sur la prise-en-compte des savoirs propres aux communautés ou habitants autochtones ainsi que sur l'accès des femmes à la formation dans les domaines scientifiques ou techniques.
De plus, une des cibles de cet objectif (cible 17.18) permettant une meilleure collaboration entre acteurs est le besoin disponibilité de données fiables, de bonne qualité, à jour et désagrégées selon des critères sociaux pertinents (âge, genre, revenu, ethnie, handicap, etc.).
Cet axe de l'objectif 17 peut être rapproché de l'objectif du développement durable no 7 autour de l'énergie (cible 17.7).

### Secteur institutionnel
Le fait de respecter la souveraineté et l'autonomie des États dans leurs domaines de compétence est encouragé par l'ONU (cible 17.15). Pour cela, les États doivent avoir les moyens de leurs ambitions, dont des ressources financières stables : leurs citoyens ont alors besoin d'un revenu régulier et suffisant pour vivre convenablement et participer au financement de la collectivité (cible 17.1). 
En outre, une meilleure collaboration entre les États doit permettre de mettre-en-place des politiques de développement durable cohérentes entre elles et ainsi favoriser les partenariats multi-acteurs et internationaux (cible 17.14).
Néanmoins, pour que les aides internationales ainsi que les investissements directs étrangers soient efficaces, il faut renforcer les institutions locales et s'assurer de leurs capacités à gérer les fonds,.

## Actions

### Dans le monde
L'OCDE propose plusieurs pistes d'action autour de ces partenariats,.

### En Europe
L'Union Européenne est impliquée, de manière générale, dans la réalisation des Objectifs de développement durable. Elle participe ainsi au groupe Global Partnership for Effective Development Co-operation ou encore dans l'Addis Ababa Action Agenda. De plus, elle approuve, par plusieurs de ses politiques et démarches[Lesquelles ?] (par exemple, le renforcement des partenariats publics/privés), certaines des actions liées à l'objectif 17 des Objectifs de développement durable.

#### Indicateurs
L'UE a publié un rapport en 2017 pour suivre l'avancée de cet axe de développement. Les indicateurs suivis sont notamment :
- les montants des aides au développement : 0,51% du revenu national brut de l'UE en 2016 ;
- les financements envoyés aux pays en développement : 178 milliards d'euros en 2015 ;
- les importations de biens et services des pays en développement : 861 milliards d'euros en 2016.

### En France
La loi NRE, par exemple, peut participer à l'implication des entreprises sur cet objectif dans le cadre de la lutte pour le développement durable, en forçant les entreprises à rendre des comptes sur des questions d'environnement.
L'AFD et la Caisse des dépôts ont lancé en 2015 un réseau de coopération d'institutions financières, venant de plusieurs dizaines de pays, l'IDCF,.
Le Ministère de l'Europe et les Affaires étrangères participe également à la mise en œuvre de cet ODD.

## Controverses
La définition de partenariat public-privé n'est pas encore parfaitement fixée et son efficacité est contestée.
Ces questions ne sont pas toujours évidentes : les investissements dans certains domaines[Lesquels ?] ne sont pas valorisables économiquement.